# ルフッラ・アフンドフ
ルフッラ・アリ・オグルィ（アリエヴィチ）・アフンドフ（ロシア語: Рухулла Али оглы (Алиевич) Ахундов、現代アゼルバイジャン語: Ruhulla Əli oğlu Axundov、1897年1月13日 - 1938年4月21日）は、アゼルバイジャン人の革命家・政治家・文筆家。

## 生涯

### 前半生
1897年1月13日（ユリウス暦1日）、ロシア帝国バクー県シュヴェリャヌィの教師の家庭に生まれた。父はバグダードで高い宗教教育を受けたが、子供達にはアラビア語とペルシア語で世俗的な教育を与え、アフンドフが4歳の時に死んだ。その後アフンドフはマドラサ、実科学校、貿易学校を卒業し、ロシア語、英語、フランス語、ペルシア語、トルコ語に堪能となった。実科学校ではアブドゥッラ・シャイグに学んでいる。
1916年からオルジョフ兄弟印刷会社 (az) で校正者・翻訳者として働き、翌1917年3月から1919年まで社会革命党左派系組織「アニンチ」に加盟。1918年には『バクー・ソビエト・イズベスチヤ』紙、翌1919年には『ヒュッリイェト』紙とボリシェヴィキ系の違法新聞『コミュニスト』(ru) の編集に携わり、同年3月からボリシェヴィキとなる。同年にはボリシェヴィキの第2憲章とコミンテルン第1回大会の宣言をアゼルバイジャン語に翻訳した。これらの思想にもかかわらず、アフンドフは同年9月、ミュサヴァト党によるアゼルバイジャン民主共和国の労働省総務部部長に任命されている。

### 革命後
しかし、翌1920年1月にはアゼルバイジャン民主共和国の打倒を求めて同志たちとモスクワを訪問し、4月の赤軍のアゼルバイジャン侵攻に際しては第11軍を支援した。アゼルバイジャン社会主義ソビエト共和国の成立後は1920年から翌1921年までアゼルバイジャン共産党中央委員会村労働部部長、同年6月19日から12月まで同委バクー委責任書記を務める。同年にグルジア問題が発生した際には、当初ザカフカース連邦構想に時期尚早であると反対したが、後に賛成派に転じた。同時期にはウラジーミル・レーニンとも出会っている。1920年代前半には東方勤労者共産大学で教鞭を取った。
1922年5月から翌1923年7月まで『コミュニスト』・『ケンド・フュガラス』紙を編集し、1924年からセルゲイ・キーロフの下で党中央委第二書記に就任し、テュルク語のラテン文字化やアゼルバイジャン語の科学用語の作成を推進した。1927年から翌1928年まで国営出版社社長、1927年3月27日から1930年までアゼルバイジャン共和国教育人民委員を務め、その指導下で1920年から1926年までにレーニンの26の著作が13万部、1927年から1932年までにレーニンの19の著作が10万6000部とカール・マルクス、フリードリヒ・エンゲルスの5の著作が1万5000部発行された。同時期に実施された宗教弾圧の指導者の一人でもあった。
しかし、1928年には「列車内でカーテンを閉めることを拒否した他の客の顔面を殴り、中央執行委の身分証を見せつける」事件を起こして処罰された（革命期にバクーで協同していたアナスタス・ミコヤンによれば、アフンドフは「度はずれに自尊心が強く、自分の名誉が傷つけられたと思うと、すぐ『激怒』した」という）。同年から翌1929年8月まではモスクワの赤色教授学院で学び、同月にバクーへ戻って『バキンスキー・ラボーチー』編集者となり、ほどなくして党中央委第二書記に再任された。しかし、レヴォン・ミルゾヤンとニコライ・ギカロの下で混乱した文化政策の責任を取る形で、1930年に新任の第一書記ウラジーミル・ポロンスキーによって解任された。
1930年5月8日から11月19日まで全連邦共産党ザカフカース地方委第三書記、6月1日から8月5日まで再度アゼルバイジャン共産党中央委第二書記を務めたが、その後「スィルツォフ＝ロミナゼ反党グループ事件」に関わったとしてモスクワへ召喚された。同年から1933年まで連邦党中央委附属党史研究所で働き、『革命と民族』(ru) 誌編集委員も務めた。1933年にバクーへ戻り、アゼルバイジャン共和国人民委員会議附属芸術局局長と連邦科学アカデミー・アゼルバイジャン支部副会長に1936年まで就いた。アゼルバイジャン共産党中央委附属党史研究所メンバーやアゼルバイジャン科学アカデミー歴史・考古学研究所所長も務め、1936年12月までは党バクー市委科学・学校部部長であった。
アフンドフはマルクスとレーニンの最初のアゼルバイジャン語訳者であり、歴史・芸術・文学に関する多数の本の著者、ロシア語＝アゼルバイジャン語辞典の編纂者でもあった。自宅にはスュレイマン・リュスタム、タギ・シャフバジ (ru)、メフディ・ヒュセイン、マンメト・アリフ、ミカイル・ラフィリ (ru) など多くの文人が出入りし、またフランスの作家アンリ・バルビュスとも親交を持っていた。第10回から第17回までの連邦党大会およびコミンテルン第2回大会に出席し、連邦中央執行委およびアゼルバイジャン共和国中央執行委メンバーも務めた。アゼルバイジャン共産党中央委書記局には1921年7月24日から1923年3月12日まで、1924年5月10日から1926年1月21日まで、そして1929年12月24日から1930年5月31日までの三度に渡って属した。

### 粛清
しかし、アフンドフは1936年12月17日に「反革命民族主義組織」に関係したとして逮捕され、29日には「反革命トロツキスト」としてアゼルバイジャン共和国中央執行委から除名された。これは党第一書記ミル・ジャファル・バギロフがヨシフ・スターリンに情報を流したためとも言われる。アフンドフは翌1937年9月にモスクワへ送られ、ロシア共和国刑法第58条6項から11項を適用された。1929年以来イギリス、ドイツ、トルコのスパイ組織に属し、クリメント・ヴォロシーロフ暗殺未遂事件を主導したと宣告され、1938年4月21日に連邦最高裁軍事参議会によって死刑判決を下された。同日に他のアゼルバイジャン共和国元高官（ダダシュ・ブニアザーデ、ミルザ・ダヴド・グセイノフ、スルタン・メジド・エフェンディエフら）と同じくコムナルカ射撃場で銃殺された。
妻も1937年6月に逮捕され、8年間抑留された。息子は「父の罪を償うために」第二次世界大戦に従軍し、最初の戦いで戦死した。その後、アフンドフは1955年に名誉回復が、1959年に党籍回復がなされた。アフンドフの名はバクーの通りに残されている。